# 薰衣草森林

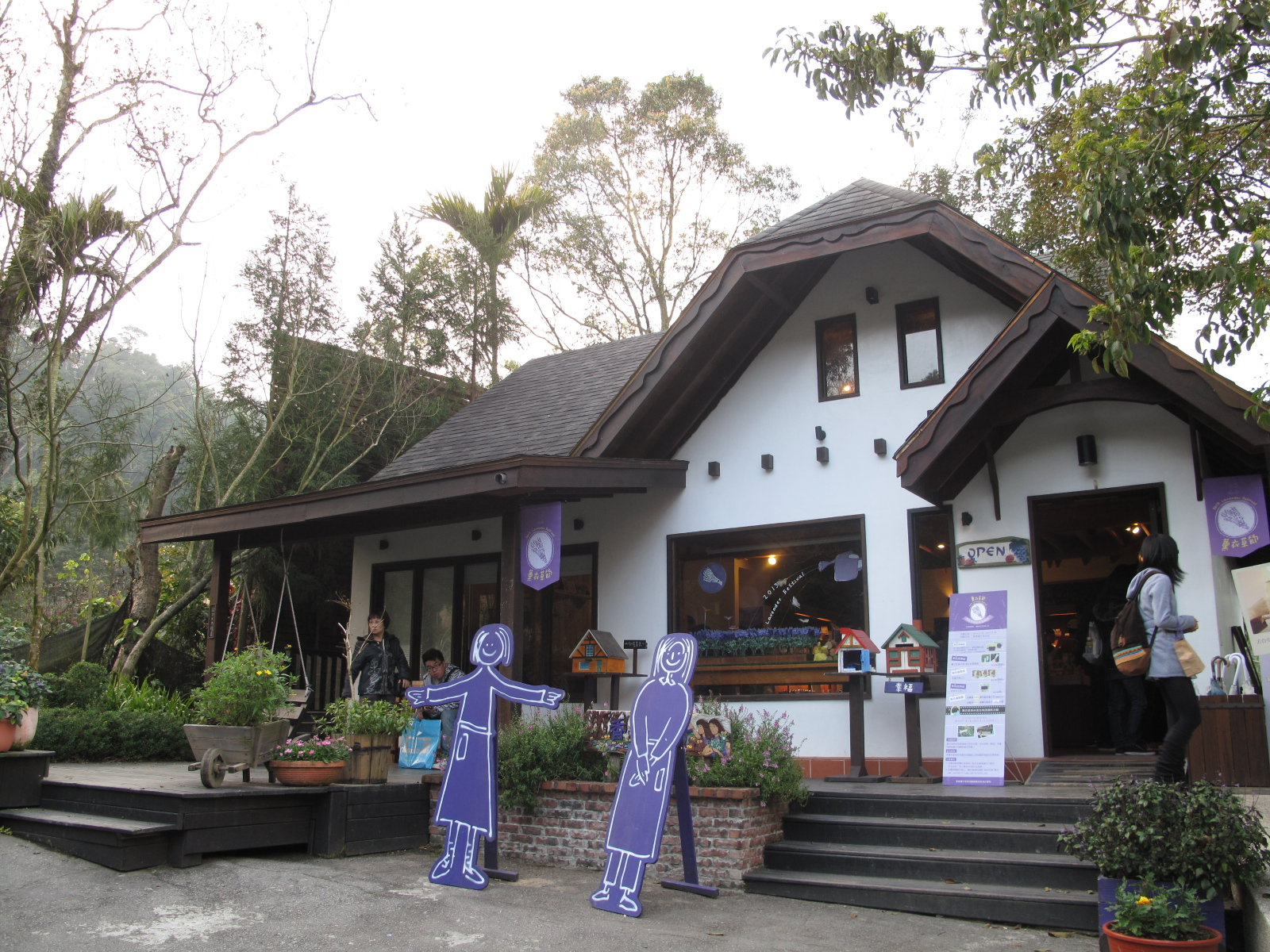
薰衣草森林台中新社店

薰衣草森林 （英語：Lavender Forest），是創始於台灣中部地區以薰衣草香草植栽為名的花園農場休閒景點，總公司設於臺中市西區。2001年於台中新社山區成立第一家店，並陸續拓展了新竹尖石與苗栗明德等處，明德店已經在2019年6月16日結束營業，目前尚有籌備中的南投草屯等，是台灣中區熱門休憩區，也連續幾年入圍台灣百大旅遊景點。

## 歷史
創辦人是詹慧君與林庭妃兩人。詹慧君本來在台北花旗銀行工作，而林庭妃在高雄擔任鋼琴老師，詹慧君辭去銀行工作至台中新社與王姓地主洽談檳榔園洽租事宜，巧遇王姓地主親戚林庭妃，兩人合意，遂於2001年11月9日，以二百萬元創始薰衣草森林於台中新社山區，由王姓地主兒子王村煌擔任執行長，至2024年建立了以下的品牌：
1. 傳遞夢想與勇氣，以美學休閒園區呈現的「薰衣草森林」；
2. 用香氛打造日常療癒與放鬆的「薰衣草森林Select」；
3. 提供旅人沉澱慢活的「緩慢」民宿、
4. 尋找台灣山海秘境與忠於自我風格的「尋路」民宿、
5. 鼓勵年輕人勇敢出走冒險的「漂鳥」青年旅館。
6. 結合婚禮與遊憩服務，以浪漫實現友善大地的「心之芳庭」；
7. 訴求客家文化與料理的「桐花村」；
8. 陪伴妳在旅程中尋找自我的「本質」旅行社。

全品牌含括餐飲、旅宿、零售、婚禮、遊憩、策展及旅行社等多元業種，其中緩慢北海道更是台灣首家以企業形式於日本設立的民宿。自2001年成立以來，以持續的創新能量，每年吸引超過百萬國內外遊客造訪。。
創始店失火
薰衣草森林新社創始店曾於2012年10月7日失火，火災損失數百萬元，起火點的廚房燒毀100坪，整修重建時間花了一個星期。店方說以前曾有兩次火警是松鼠咬壞電線造成，懷疑這次失火也是與松鼠有關。台中市消防局指出，薰衣草森林每年都依規定定期做消防安檢
。
創辦人辭世
薰衣草森林創辦人之一的詹慧君，於2013年1月14日肺腺癌病逝，享年44歲。詹慧君早在2008年7月1日罹患肺腺癌第四期，醫院預估只剩半年可活，但她強盛的生命力讓她多活了四年。另一創辦人林庭妃個性內向害羞，與細心外向的詹慧君個性互補，一起建立了薰衣草森林。
森旅人會員計畫
於2022年推出的森旅人 是結合旗下園區、旅宿、餐飲、選品等八品牌的會員計畫，致力於設計更精緻、綿密的旅遊體驗，使旅人更深度感受台灣島嶼的氣息、溫度與記憶。
碳中和認證
2023年薰衣草森林旗下所有營運場域的熱銷產品，完成了德國萊因TÜV的碳中和認證。這包括了15項產品和10處場域，還針對營運場域相關的食、宿、遊、行等產品，進行一系列減碳行動 。
Logo更新
2024年薰衣草森林由原先紫色、白色配色的兩個女生插畫視覺，轉換成窗框意象的Logo設計，象徵兩個女生的紫色夢想故事傳遞、交棒。生在「人人皆勇於成為自我夢想的實踐者」的世代，薰衣草森林以「城市與戶外的轉場生活」為新出發，期待大家來訪時體驗「自然、療癒、減法」的種種美好發生。
新Logo以 Lavender Forest 的字⾸ 「L」為延伸設計，多個Ｌ猶如植物成長意象，組合⽽成的窗框元素，象徵從城市轉場走進森林的探索和體驗。
經由⼀扇窗開啟的全新想像，就像⼀道任意⾨， 換了場域空間，也將城市的喧囂煩惱暫時放下。轉換過程中，將有不同想像和體驗在此發生。

產學結盟
2024年薰衣草森林與嶺東科大強化產學研鏈結發展綠色休閒餐飲，在嶺東科大校內新建置的綠色餐飲學習空間，並共同舉辦「香草茶五感體驗」研習與產學交流座談，林庭妃創辦人、嶺東科大陳仁龍校長、林永森副校長、觀光與休閒管理系師生及在地相關業者共同參與，為綠色休閒餐飲共同研商。

## 特色
除了以薰衣草為主的各式加工品，也有香草料理的餐飲、森林咖啡館與紀念品商店等，推廣香草植物栽種入菜，讓遊客欣賞香草植物與暸解這些植物的用處，寓教於樂中，帶動了香草文化與休閒產業，倡導保護環境生態理念，為旅遊注入清新不絕的活水。
- 薰衣草森林園區：提供主題課程讓旅人深度認識香草的各式美好，聞嗅香味，認識使用方法和故事，將他們融入山居生活的親密體驗。搭配季節限定香草，從採集到使用，將它們的獨特香氣融入日常，展現香草的特殊魅力。[14]
- 緩慢民宿：不只是民宿，緩慢提倡一種「慢遊、慢活、慢食」的旅行方式與生活哲學。透過空間、服務、選書、音樂等體驗設計，緩慢向旅人傳遞慢的意義；我們努力成為小農與漁夫的啦啦隊，從管家親切的說菜、在地食材的選用，將珍貴孕育的當地特產，變成餐桌上的美味；緩慢藝廊以無償共好的方式，力挺在地藝術家的創作，永續免費提供藝品展售空間，邀請旅人真正走進地方風土，感受美好的日常。
- 尋路風格民宿：位於取靜離群的村落與偏鄉。尋路苗栗綠波浪坐落在三義霧都、萬坪楠木森林之中，錯落於島嶼山海角落，將源自於土地所滋長的養分，結合空間、美學、體驗、活動、及民宿管家生活，展現出每間民宿的獨特風格。[15]
- 桐花村餐廳：走進餐廳便能感受到客家木雕之美，映入眼簾的是厚實的實木桌椅與客家花布，撲鼻而來的則是廚房的鍋氣香味，又是炒、又是煸、又是煨，主廚輕撒調味料的巧手展現魔術師的戲法，用心呈現客家料理的熱情與樸實的。[16]

## 園區
- 臺中新社店：台中市新社區中和里中興街220號
- 新竹尖石店：新竹縣尖石鄉嘉樂村嘉樂130號（2017年5月22日，結束營業，因地租契約到期，共營運13年。已於2018年5月22日重新開幕[17]。）
- 苗栗明德店：苗栗縣頭屋鄉明德村仁隆66-2號（2019年6月16日，結束營業，因地租契約到期，共營運11年。）
- 南投草屯店：籌備中，預計2015年中啟用[18]

## 民宿
- 緩慢北海道：日本〒071-0200 Hokkaido, Kamikawa District, Biei, Midori, アダージオ
- 緩慢金瓜石：新北市瑞芳區山尖路93之1號
- 緩慢石梯坪：花蓮縣豐濱鄉灣123號港口
- 緩慢大鵬灣：屏東縣東港鎮南平路139號
- 尋路綠波浪：苗栗縣三義鄉
- 雁寓尋路：南投縣魚池鄉大雁巷47-30號

## 品牌
- 薰衣草森林Select(原香草鋪子) （页面存档备份，存于）（中文）
- 緩慢民宿 （页面存档备份，存于）（中文）
- 尋路民宿 （页面存档备份，存于）（中文）
- 漂鳥青年旅館 （页面存档备份，存于） （中文）
- 心之芳庭 （页面存档备份，存于）（中文）
- 桐花村餐廳（中文）
- 本質旅行社 （页面存档备份，存于）（中文）

## 外部連結
- 薰衣草森林 （页面存档备份，存于）（中文）
- 薰衣草森林的Facebook專頁